# Centroderes eisigii
Centroderes eisigii är en djurart som tillhör fylumet pansarmaskar, och som beskrevs av Carl Zelinka 1928. Centroderes eisigii ingår i släktet Centroderes och familjen Centroderidae. Inga underarter finns listade i Catalogue of Life.